# 史蒂夫·桑希
史蒂夫·桑希（Steve Sanghi）是微晶片科技的董事會主席兼首席執行官。他也是該公司的創始人和第一任總裁。桑希毕业于马萨诸塞大学阿默斯特分校，获得硕士学位。1978年至1988年在英特尔公司任职。於1990年8月被任命為Microchip總裁，1991年10月被任命為首席執行官，1993年10月被任命為董事會主席。
2018年他担任Mellanox董事会成员。